# Радянський рай

Однокімнатна квартира сім'ї із трьох осіб. Фотографія з виставки «Радянський рай» (Берлін, 1942)

«Радянський рай» (нім. Das Sowjet-Paradies) — виставка, проведена управлінням пропаганди НСДАП з 8 травня по 21 червня 1942 в берлінському парку Люстгартен. Її метою була демонстрація населенню уявного варварства, злиднів та агресивності Радянського Союзу, небезпеки, яку він несе Європі. Виставка була покликана виправдати війну, що тривала, і переконати в необхідності німецької перемоги. За офіційними даними, її відвідало 1,3 мільйона людей.
Термін «радянський рай» або « більшовицький рай» був розхожим штампом нацистської пропаганди, він неодноразово повторювався у випусках Die deutsche Wochenschau, у пропагандистській книзі «Листи солдатів з фронту» та інших пропагандистських матеріалах. Виставка представляла Німеччину як рятівницю Європи від навали більшовицьких варварів та засилля світового єврейства, замовчуючи власні агресивні плани Гітлера.
На площі 9 тисяч м² спорудили наметові павільйони, де демонстрували зібрані вермахтом під час спеціальних експедицій на окупованих територіях експонати: фотографії, графіки, картини. Деякі фотографії радянського побуту інсценовано за допомогою в'язнів концтабору Заксенгаузен. Біля входу на виставку встановили радянські трофейні танк та зброю. Головною частиною виставки була викривлена реконструкція одного з районів Мінська з ділянкою вулиці, крамницею, майстернею шевця, та землянками, в яких мешкали робітники. В експозицію входили радянські сільськогосподарські машини, робітники та селянські будинки, розібрані на місці та зібрані наново в Берліні разом із усією їх обстановкою. Крім того, у павільйонах виставки реконструювали підвали ГПУ з розстрільною камерою.
Виставка також висвітлювала стан радянської армії та програму її озброєння, організацію радянського побуту та економіки, діяльність колгоспів, виправних таборів та боротьбу з безпритульністю.
На підготовку експозиції пішло кілька місяців. Згідно з анонсом, вона мала продемонструвати «бідність, злидні, занепад і розкладання» у Радянському Союзі. Таким чином, націонал-соціалісти намагалися виправдати війну проти СРСР та зміцнити дух населення, стурбованого провалом бліцкригу та поразкою під Москвою.
18 травня підпільна комуністична організація Герберта Баума спробувала підпалити виставку. Попри те, що завдано лише невеликої матеріальної шкоди, гестапо провело кілька облав на підпільників, внаслідок яких заарештовано та страчено щонайменше 33 особи. На день раніше одна з груп «Червоної капели», очолювана Харро Шульце-Бойзеном та Фріцем Тілем, розклеїла по всьому Берліну тисячі листівок з іронічним текстом: «Постійна виставка „Нацистський рай“. Війна, голод, брехня, гестапо. Скільки ще?» Багато членів підпільної групи заплатили за цю акцію своїм життям.
Аналогічні виставки та музеї організовувалися гітлерівцями в інших містах Німеччини та на окупованих територіях. Зокрема, з цією метою у Києві створили Музей-архів перехідного періоду.